# Through the Fire and Flames
"Through the Fire and Flames" é uma canção da banda inglesa de power metal DragonForce. Reconhecida como a canção mais bem-sucedida da banda, ela conta com solos gêmeos de guitarra extremamente rápidos por Herman Li e Sam Totman. É a faixa inicial e primeiro single do terceiro álbum do DragonForce, Inhuman Rampage, e foi lançada em 3 de agosto de 2006.
A canção alcançou a posição #86 no Billboard Hot 100 e #61 no Canadian Hot 100. O single também foi incluído em duas compilações, é uma faixa bônus no jogo eletrônico musical Guitar Hero III: Legends of Rock sendo a música mais popular no jogo e uma das músicas mais populares entre os usuários do Audiosurf.

## Composição e Gravação
Esta música foi escrita na tonalidade de dó menor (mas na afinação padrão de mi) e, como a maioria das outras músicas do DragonForce, foi escrita em um andamento rápido de 200 batidas por minuto com uma assinatura de tempo comum (170 bpm na primeira metade do solo de guitarra). Perto do final da gravação, o guitarrista Herman Li quebrou uma das cordas de sua guitarra.  Apesar disso, a banda decidiu manter esta gravação e a deixou na versão final do álbum.